# Caryocar brasiliense
Caryocar brasiliense är en tvåhjärtbladig växtart som beskrevs av A.St.-hil.. Caryocar brasiliense ingår i släktet Caryocar och familjen Caryocaraceae.

## Underarter
Arten delas in i följande underarter:
- C. b. brasiliense
- C. b. intermedium

## Bildgalleri

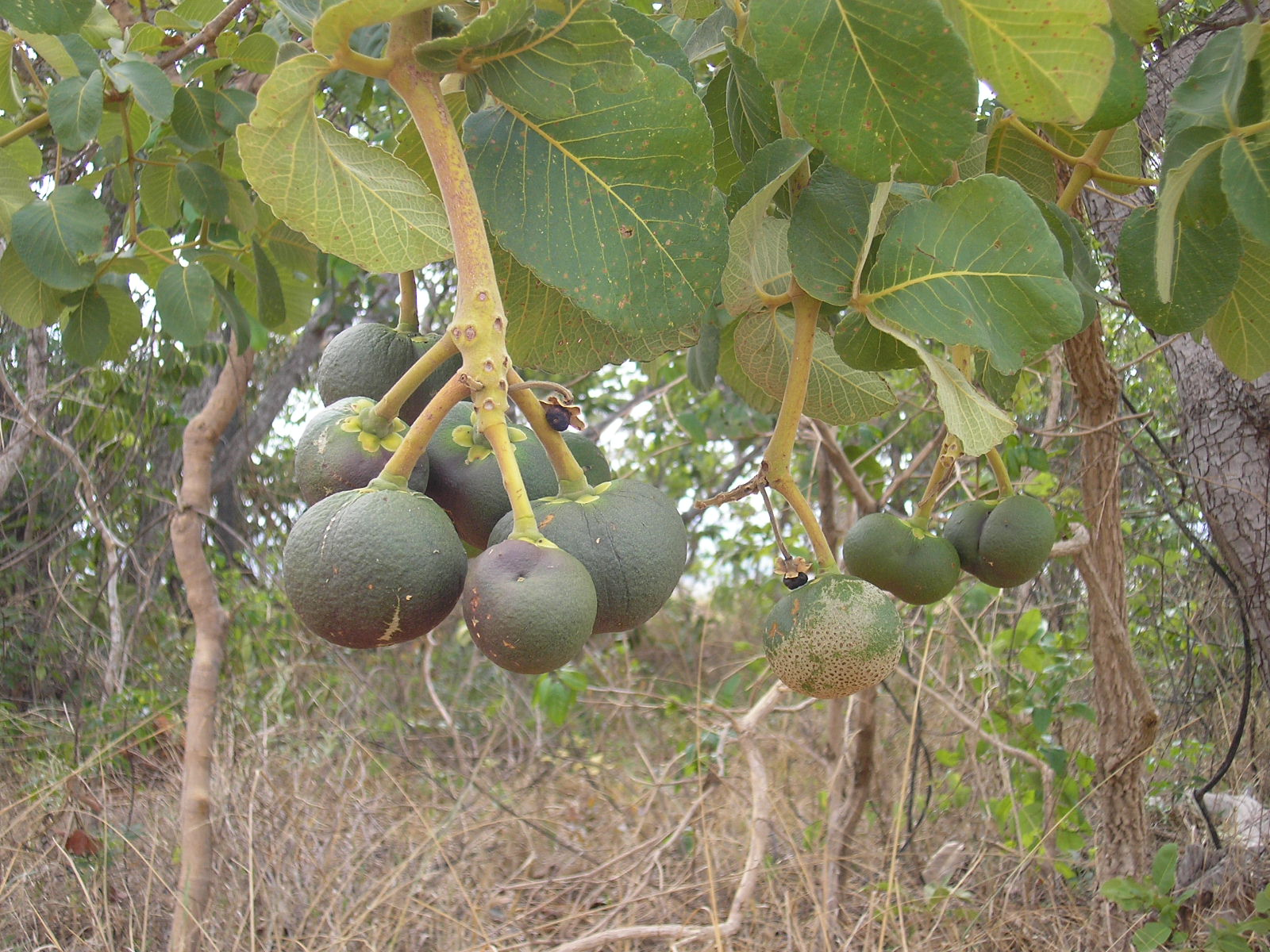
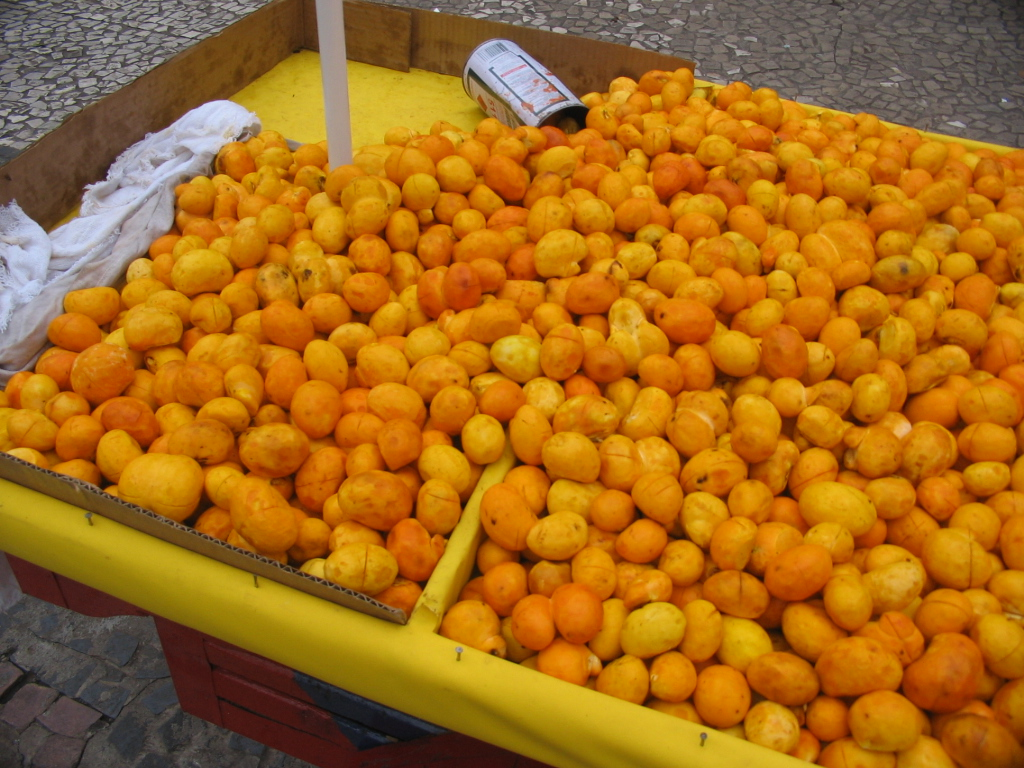